# Darko Planinić
Darko Planinić (nacido el 22 de noviembre de 1990 en Mostar, Bosnia-Herzegovina), es un jugador de baloncesto croata que actualmente milita en el Socar Petkim Spor Kulübü de la Basketbol Süper Ligi turca.

## Carrera deportiva
Se formó en las categorías inferiores del KK Siroki Brijeg, equipo en el que militó entre 2008 y 2012. Acumula experiencia en competiciones europeas de su paso por el Maccabi de Tel Aviv, donde disputó la Euroleague, y durante dos campañas en la Cibona de Zagreb y el Buducnost, equipos que participan en el Eurocup.Durante la temporada 2014-15 promedió con el Buducnos 10,1 puntos y 3.6 rebotes en Eurocup y 9 puntos y 3.7 rebotes en la Liga Adriática.
En 2015, firma por tres temporadas por el Saski Baskonia. La temporada siguiente deja Vitoria para contituar en la Liga ACB en el Herbalife Gran Canaria.
En la temporada 2021-22, firma por el Socar Petkim Spor Kulübü de la Basketbol Süper Ligi turca.

## Selección
Es internacional por Croacia, participando en los Juegos Olímpicos de Río.

## Clubes
- Široki (2009-2012)
- Maccabi Tel Aviv (2012-2013)
- Cibona Zagreb (2013-2014)
- Budućnost Podgorica (2014-2015)
- Laboral Kutxa Baskonia (2015-2016)
- Herbalife Gran Canaria  (2016-2017)
- Dinamo Basket Sassari (2017-2018)
- Stelmet Zielona Góra (2018-2019)
- U-BT Cluj-Napoca (2019-2021)
- Socar Petkim Spor Kulübü (2021- )